# Dysstroma tricolorata
Dysstroma tricolorata är en fjärilsart som beskrevs av Culot 1920. Dysstroma tricolorata ingår i släktet Dysstroma och familjen mätare. Inga underarter finns listade i Catalogue of Life.